# Banco Multiva
Banco Multiva, S.A. es una institución de banca múltiple mexicana con sede en la Ciudad de México, integrante de Grupo Financiero Multiva, que a su vez pertenece a Grupo Empresarial Ángeles. Multiva agrupa un conjunto de empresas de servicios financieros entre los que destacan el Crédito Empresarial, Crédito Multiva Autos, Crédito Multiva Salud, Cuentas de cheques en la modalidad de con y sin intereses, pagarés y certificados de depósito, y tarjetas de débito, además de otros servicios de seguros originalmente operados por la empresa, La Peninsular.
Multiva recibió autorización para operar como banca múltiple el 31 de octubre de 2006 e inició operaciones el 2 de marzo de 2007. El banco cuenta con sucursales en la Ciudad de México (dónde está ubicada su sede central) y su Área metropolitana, así como también en las principales ciudades de la República Mexicana como: Guadalajara, Jalisco, Monterrey, Nuevo León, Puebla, Puebla, Aguascalientes, Aguascalientes, Querétaro, Querétaro y León, Guanajuato, y sus sucursales se encuentran ubicadas generalmente en los Hospitales Ángeles o en los Hoteles Camino Real.

## Historia
La historia del Banco Multiva es muy corta e inicia cuando el Grupo Empresarial Ángeles adquirió al Grupo Financiero Mulivalores, desde entonces se dieron a la tarea de crear un banco que a la larga debería convertirse en uno de los más importantes de México, por ello tuvieron que cumplir con todos los lineamientos impuestos por la Secretaria de Hacienda y Crédito Público ( SHCP ), el Banco de México así como la Comisión Nacional Bancaria y de Valores (CNBV) a través de su Circular Única, tras cumplir con todos los trámites, Banco Multiva se convirtió en el primer Banco de este país en pasar la auditoría de la CNBV a la primera revisión.
El Banco Multiva inició sus operaciones el 2 de marzo de 2007 luego de que el Grupo Empresarial Ángeles adquiriera el Grupo Financiero Multiva en junio de 2006. Banco Multiva inició con tres sucursales ubicadas en los hospitales Ángeles del Pedregal, el de Interlomas y en el hotel Camino Real, de la colonia Anzures, sin embargo con el paso del tiempo sus sucursales se han ido aumentado y según informó el grupo, continuarán abriendo sucursales a nivel nacional.

## Problemas legales
En 2014, grupo Multiva estableció una relación comercial con una empresa fantasma llamada Top Life Servicios, de Florian Tudor, patrón del bajo mundo de Craiova (Rumania), quien lidera una lucrativa estafa en la Riviera Maya de México. Tudor le robaba dinero a los turistas a través de una red de cajeros automáticos equipados con dispositivos para copiar los datos de sus tarjetas bancarias. En el acuerdo entre Multiva y la empresa de Tudor se permitió a Top Life instalar "cajeros automáticos a nivel nacional con el reconocimiento y el patrocinio del Banco Multiva", según un oficio dirigido al Ayuntamiento de Puerto Vallarta que entregó Top Life cuando solicitó permisos para instalar cajeros. Sin embargo, los estafadores robaban la información y las claves de las tarjetas cuando las víctimas usaban los cajeros automáticos. Luego descargaban los datos de forma remota a través de dispositivos Bluetooth. Después, la banda agregaba la información a una nueva tarjeta, que usaban para retirar dinero en distintos puntos del mundo.  En general sacaban el efectivo meses después de robar los datos. Así, a las víctimas les costaba hacer la conexión con sus vacaciones en México. Y aún más difícil vincular lo ocurrido con un cajero en particular.